# Ernesto Navarro Márquez
Ernesto Navarro Márquez (Cuevas de Almanzora, Almería, 1899-Madrid, 1984) fue un militar y político español. Aviador profesional, llegó a combatir en la guerra del Rif y en la Guerra Civil Española, durante la cual mandó varias unidades militares. Al final de la contienda marchó al exilio, llegando a residir en la Unión Soviética y en México.

## Biografía
Hijo del filósofo y pedagogo Martín Navarro Flores, estudiaría en la Institución Libre de Enseñanza de Madrid entre 1910 y 1914. En 1920 obtuvo el título de piloto de aviación civil y un año después obtendría la titulación de piloto militar en la Escuela de pilotos de Guadalajara. Fue enviado al Marruecos español, donde participó en la guerra del Rif entre 1922 y 1924. Regresaría a la península, pasando a trabajar como piloto comercial para la Líneas Aéreas Latécoére. En diciembre de 1930 tomó parte en la sublevación de Cuatro Vientos, que fracasó, tras la cual fue detenido. Estuvo encarcelado en prisiones militares hasta la proclamación de la Segunda República. 
Ese mismo año ingresó en el Partido Socialista Obrero Español (PSOE), iniciándose en la actividad política. Durante el periodo republicano llegó a ser secretario general del Consejo Superior de Aeronáutica. En las elecciones de 1933 fue candidato del PSOE por la circunscripción de Almería, obteniendo 26.966 votos, si bien no salió electo.
Tras el estallido de la Guerra civil se unió a las Fuerzas Aéreas de la República Española, llegando a ser jefe del aeródromo de Barajas y del Grupo 12 de Bombardeo —compuesto por aparatos Tupolev SB-2—. Durante el transcurso de la contienda se afilió al Partido Comunista de España (PCE). En 1937 pasó a servir en las fuerzas de tierra del Frente de Aragón, mandando la 31.ª División y, posteriormente, la 34.ª División. Al final de la contienda se exilió en la Unión Soviética.
Residió durante algún tiempo en la URSS, trasladándose posteriormente a México. En su periodo en el exilio trabajó como traductor. Regresaría a España hacia el final de la Dictadura franquista, donde formó parte de la comisión ejecutiva del Partido Socialista Obrero Español (histórico). Falleció en Madrid en 1984.

## Obras
- (1953). Historia de la navegación aérea. México: Patria.
- (1965). En tono menor: artículos y charlas. México: Editores Mexicanos Unidos.